# Danos

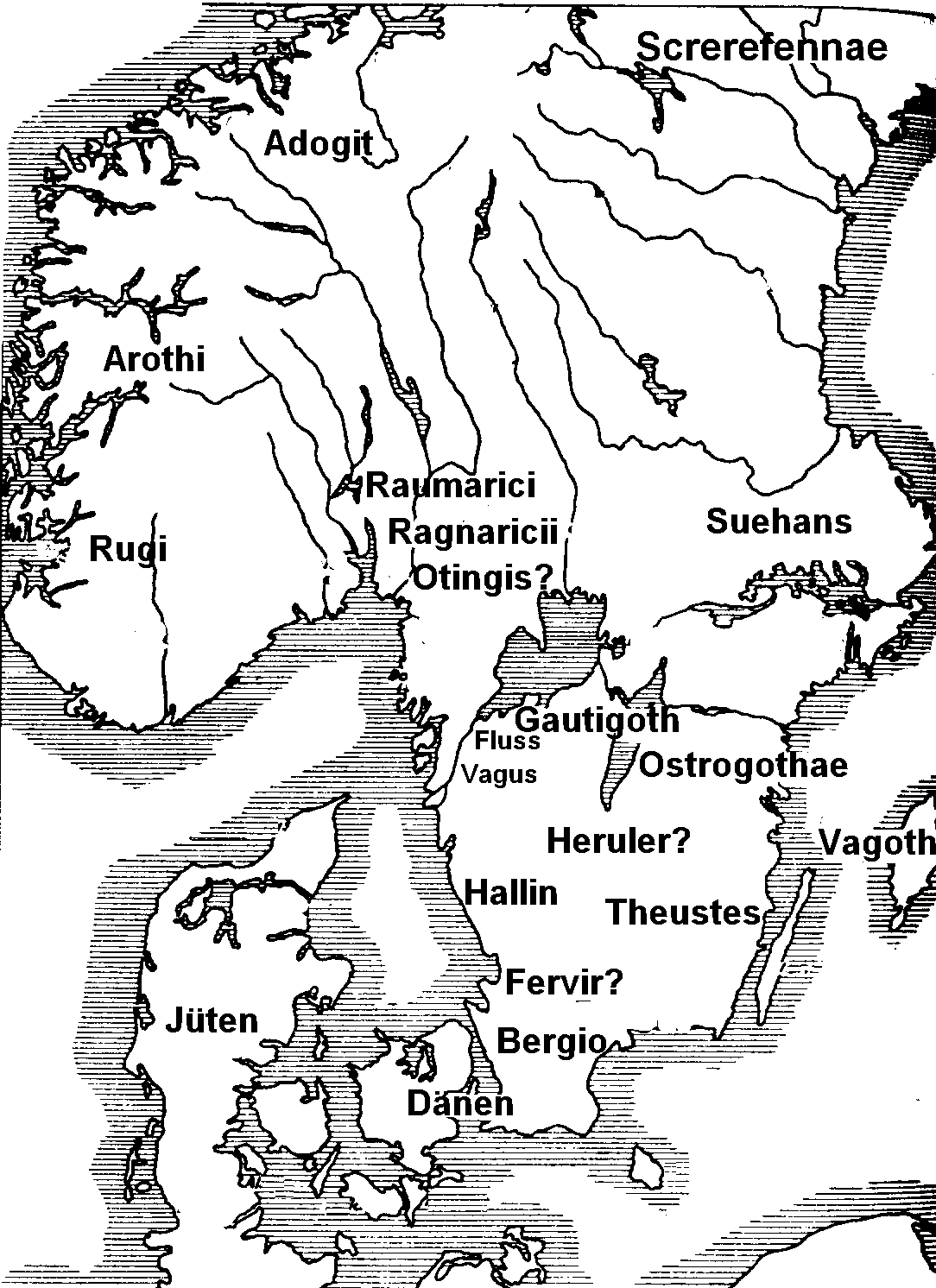
Mapa de Scandza, con la tribu de los danos (Danen).

Los danos (en latín dani) fueron una tribu germánica septentrional (al este del Rin) que habitaban en la actual Suecia meridional y las islas danesas. Jutlandia se incorporaría más adelante.
Son mencionados en el siglo VI por el historiador romano Jordanes en su Getica, por Procopio y por Gregorio de Tours.
En su descripción de Scandza (lo que llamamos Escandinavia), Jordanes dice que los danos, que eran del mismo linaje que los suiones (suecos), expulsaron a los hérulos y tomaron sus tierras.
Según el autor del siglo XII Sven Aggesen, el mítico rey Dan dio nombre a los daneses.
Los antiguos poemas en inglés antiguo Widsith y Beowulf, así como obras posteriores de escritores escandinavos y sobre todo por Saxo Gramático (c. 1200), proporcionan también otras referencias sobre los danos.
Durante el periodo vikingo, los danos estaban asentados principalmente en la península de Jutlandia, la isla de Selandia y la parte sur de la actual Suecia. A principios del siglo XI, el rey Canuto (que moriría en el año 1035) gobernó Dinamarca e Inglaterra como único soberano durante casi 20 años.